# Aerolíneas Sosa
Aerolíneas Sosa es una línea aérea hondureña, dedicada al transporte comercial de pasajeros y carga. Su principal base de operaciones es en el Aeropuerto Internacional Golosón de La Ceiba. Fue fundada en el año de 1976 y opera en diferentes destinos como Roatán, Utila, Guanaja, La Ceiba, San Pedro Sula, Tegucigalpa y la Ciudad de Guatemala.  

## Historia
Aerolíneas Sosa nace en el año 1976 cuando el Capitán Juan Antonio Sosa, decide independizarse y comprar una avioneta Cessna 182 para 3 pasajeros. Con este avión inició ofreciendo el servicio de vuelos chárter volando el avión él mismo.
A medida que la demanda de vuelos chárter fue aumentando, se adquirió una avioneta Cessna 206 para 5 pasajeros y luego un Britten-Norman Islander para 9 pasajeros. Con el tiempo, los vuelos chárter se hacían combinados entre varias personas, lo que fue dando lugar a que se iniciaran los primeros vuelos de itinerario a la Mosquitia. Así mismo, ya con vuelos regulares y, a medida que la gasolina que utilizaban estos aviones de pistón iba aumentando, se vio la necesidad de adquirir el primer avión turbopropulsado, un DHC-6 Twin Otter. 
Debido al constante incremento en la demanda, se iniciaron los vuelos regulares hacia las islas de la Bahía, iniciando por Roatán y Utila, luego Guanaja. Consecuentemente se abrieron las rutas de San Pedro Sula y Tegucigalpa. Actualmente es la segunda aerolínea con más aviones de Honduras, tras CM Airlines. 

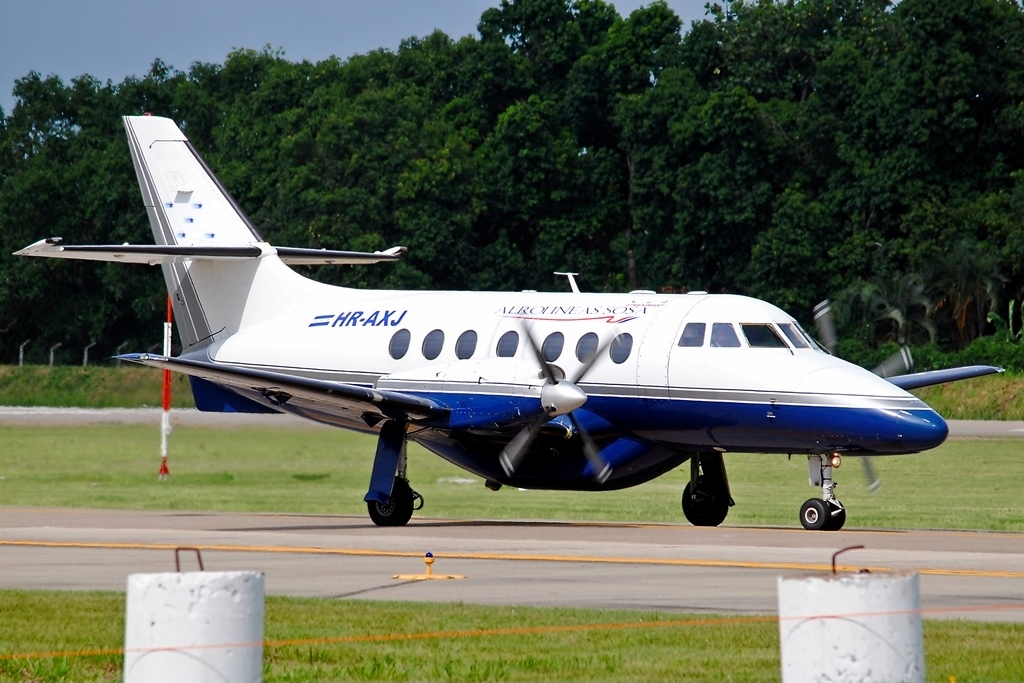
British Aerospace Jetstream 32 de Aerolíneas Sosa en el Aeropuerto Internacional Ramón Villeda Morales de San Pedro Sula, Honduras (2013)

## Destinos

Mapa de las rutas de Aerolíneas Sosa.

Aerolíneas Sosa opera los distintos siguientes destinos:

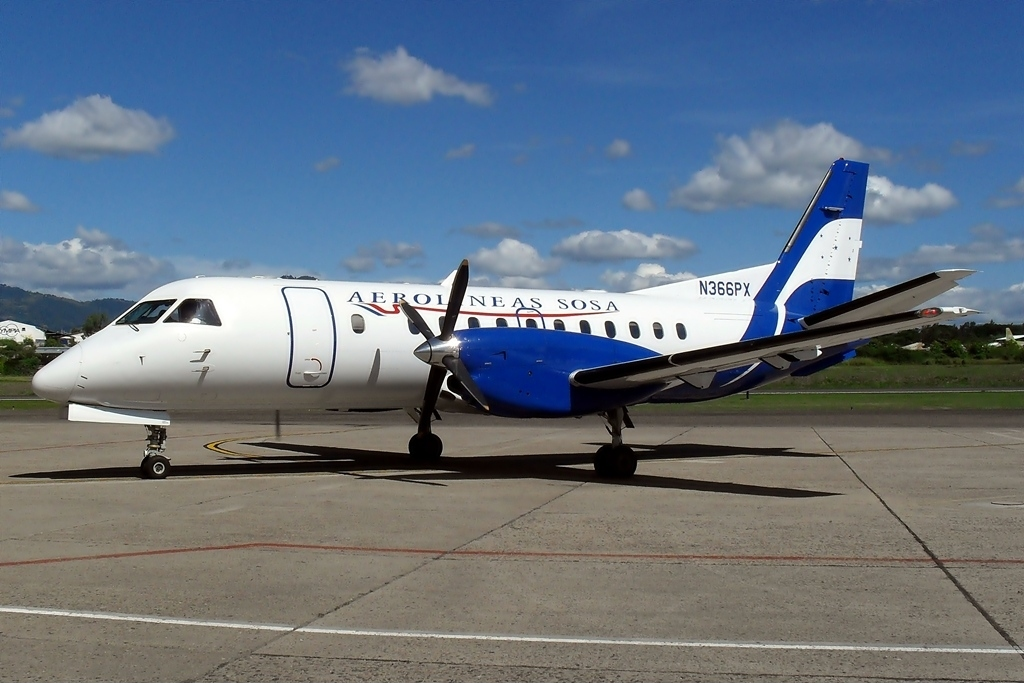
Saab 340 en el Aeropuerto Internacional Toncontín de Tegucigalpa, Honduras (2009)

| Países   | Destinos       | Aeropuertos                                    | Desde | Desde | Desde | Desde |
| Países   | Destinos       | Aeropuertos                                    | LCE   | RTB   | TGU   | SAP   |
| -------- | -------------- | ---------------------------------------------- | ----- | ----- | ----- | ----- |
| Honduras | La Ceiba       | Aeropuerto Internacional Guillermo Anderson    |       | X     | X     | X     |
| Honduras | Roatán         | Aeropuerto Internacional Juan Manuel Gálvez    | X     |       | X     | X     |
| Honduras | Tegucigalpa    | Aeropuerto Internacional Toncontín             | X     | X     |       |       |
| Honduras | San Pedro Sula | Aeropuerto Internacional Ramón Villeda Morales | X     | X     |       |       |

## Flota
| Aeronave          | En servicio | Pedidos | Pasajeros                                | Matrículas                               | Antigüedad                               |
| ----------------- | ----------- | ------- | ---------------------------------------- | ---------------------------------------- | ---------------------------------------- |
| Bombardier CRJ100 | 1           | —       | 50                                       | HR-AWW                                   | 31 años                                  |
| Saab 340          | 4           | —       | 36                                       | HR-HJS                                   | 34 años                                  |
| Saab 340          | 4           | —       | 36                                       | HR-MES                                   | 29,3 años                                |
| Saab 340          | 4           | —       | 36                                       | HR-SES                                   | 27,3 años                                |
| Saab 340          | 4           | —       | 36                                       | HR-JFP                                   | 27 años                                  |
| Total             | 5           | —       | Edad media (febrero de 2025): 29,7 años. | Edad media (febrero de 2025): 29,7 años. | Edad media (febrero de 2025): 29,7 años. |

| Aeronave                  | Número | Introducida | Retirada | Matrículas                                                |
| ------------------------- | ------ | ----------- | -------- | --------------------------------------------------------- |
| Aérospatiale Nord 262     | 3      | 1998        | 2011     | HR-ARP, HR-ARJ y HR-ARU                                   |
| BAe Jetstream 31          | 5      | 2004        | 2023     | HR-ATA, HR-ATE, HR-JAS, HR-ATO y HR-AYQ                   |
| BAe Jetstream 32          | 1      | 2011        | 2023     | HR-AXJ                                                    |
| Britten-Norman Islander   | 2      | 1988        | 2015     | HR-AKR y HR-AUL                                           |
| De Havilland Canadá DHC-6 | 2      | 1990        | 1992     | HR-ALG y HR-ALS                                           |
| Embraer EMB 110           | 1      | 1992        | 2008     | N2992C (re-reg. HR-AOG)                                   |
| Fairchild Hiller FH-227   | 1      | 2001        | 2009     | HR-ASR                                                    |
| Let L-410 Turbolet        | 8      | 1995        | 2023     | HR-AQG, HR-AQR, HR-ASZ, YS-07-C, HR-ASI, HR-AUE y YS-08-C |
| Nord 262                  | 3      | 1998        | 2020     | HR-ARP, HR-ARP y HR-ARU                                   |